# メルヘン・ポップ
『メルヘン・ポップ』は、1979年9月5日に発売されたティン・パン・アレー通算3作目のアルバム。

## 概要
おなじみの童謡をファンキーにAOR的に編曲したアルバム。
細野晴臣は、『エーゲ海』、YMOで『ソリッド・ステイト・サヴァイヴァー』をリリース等で多忙のため不参加。
1985年に『リズムであそぼう/よいこの童謡』と改題して再発売、以降ダウンロード販売やサブスクリプションではこちらのタイトルでリリースされている。

## 収録曲
全編曲：鈴木茂

### SIDE A
1. 犬のおまわりさん
作詞：佐藤義美 作曲：大中恩
2. ドレミのうた
作詞：オスカー・ハマースタイン2世
訳詞：ペギー葉山 作曲：リチャード・ロジャース
3. かわいいかくれんぼ
作詞：サトウハチロー 作曲：中田喜直
4. 猫ふんじゃった
作詞・作曲：不詳
5. 10人のインディアン
訳詞：高田三九三 作曲：アメリカ童謡
6. おつかいありさん
作詞：関根榮一 作曲：團伊玖磨
7. 森のくまさん
作詞・作曲：不詳
8. げんこつやまのたぬきさん
作詞：香山美子 作曲：小森昭宏
9. クラリネットこわしちゃった
訳詞：石井好子 作曲：フランス民謡

### SIDE B
1. おもちゃのチャチャチャ
作詞：野坂昭如 作曲：越部信義
2. 赤とんぼ
作詞：三木露風 作曲：山田耕筰
3. 春よ来い
作詞：相馬御風 作曲：弘田龍太郎
4. たきび
作詞：巽聖歌 作曲：渡辺茂
5. 証城寺の狸囃子
作詞：野口雨情 作曲：中山晋平
6. 大きな栗の木の下で
作詞・作曲：不詳 訳詞：不詳、阪田寛夫
7. 赤い帽子白い帽子
作詞：武内俊子 作曲：河村光陽
8. 夕やけ小やけ
作詞：中村雨紅 作曲：草川信
9. むすんでひらいて
作詞・作曲：不詳

## クレジット
- Drums: 林立夫
- E.Bass: 後藤次利
- Keyboard: 松任谷正隆、佐藤準
- Percussion: 斉藤ノブ
- A.Guitar: 石川鷹彦、吉川忠英
- Guitar: 鈴木茂
- Strings: Tomato Group
- Tenor&Soprano Sax: ジェイク･H・コンセプション
- Vocal: PARACHUTE （小林泉美）